# Mágneses rezonancia neurográfia
A mágneses rezonancia neurográfia (magnetic resonance neurography – MRN) a testben lévő idegekről történő közvetlen képalkotó eljárás, ami az idegek egyedi, MRI-vel kimutatható, vízzel kapcsolatos jellemzői alapján történik. A mágnesesrezonancia-képalkotás (magnetic resonance imaging – MRI) egy módosított változata. Ez a technika magából az idegből származó jelet felhasználva alkot részletes képet, nem pedig a környező szövetekből vagy az ideget körülvevő zsírból érkező jel alapján teszi azt. A létrejövő kép orvosi szempontból hasznos információkkal szolgál az ideg belső állapotáról, így például irritáció, duzzadás (ödéma), nyomás vagy sérülés jelenlétéről – ezt az interneurális (idegen belüli) eredetű jel használata teszi lehetővé. A standard mágneses rezonancia (MRI) felvételeken ugyan látható az idegek egy része, de ezek a képek nem képesek megmutatni az idegen belüli vízből érkező jeleket. A mágneses rezonancia neurográfia arra is használatos, hogy megállapítható legyen a nagyobb idegek összenyomódása és az ezek miatt kialakuló tünetegyüttesek létrejötte - ilyen például az ülőidegé (Nervus ischiadicus) - azaz a piriformis szindróma -; a karfonat (Plexus brachialis) idegeié - mellkaskimeneti szindrómák -, a szeméremidegé (Nervus pudendus), vagy gyakorlatilag a test bármely idegének eltérései. Az agy idegpályáiról és a gerincvelőről való képalkotás egy, az MRN-hez kapcsolódó eljárása a mágneses rezonancia traktográfia vagy diffúziós tenzor képalkotás.

## Történet és fizikai alapok
A mágneses rezonancia képalkotás (MRI) azon a tényen alapszik, hogy a test különböző szöveteinek vízmolekuláiban található protonok eltérő fizikai tulajdonságokkal rendelkeznek. A protonok és az azokat magukba foglaló vízmolekulák  (biofizikai környezetükből adódóan) eltérő mozgási jellemzőkkel bírnak - emiatt képes az MRI megkülönböztetni egyik szövetet a másiktól, ez biztosítja a szövetek közti kontrasztot. Az idegek megjelenítésére azonban az MRI 1970-es évekbeli első klinikai alkalmazásától egészen 1992-ig nem létezett megbízható módszer – sok ezer kutató aktív munkája ellenére. A test bizonyos részein az idegek világos zsírréteggel körülvett, hiányzó jelterületként tűntek csak fel, vagy egyszerű szürke struktúrákként, melyeket a keresztmetszeti képeken nem lehetett megbízhatóan megkülönböztetni más, hasonló kinézetű struktúráktól.
1992-ben azonban a londoni St George’s Hospital Medical School munkatársai, Aaron Filler és Franklyn Howe sikeresen azonosították az idegekben található víz azon egyedi tulajdonságait, melyek végül lehetővé tették szövetspecifikus idegi képek létrehozását. Az eredmény egy „tiszta” idegkép volt, amelyről minden más szövet eltűnt, csak az idegek maradtak láthatóak. Ez a kezdeti tiszta kép később alapjául szolgált olyan képfeldolgozási technikáknak, melyek szintén az idegek láthatóvá tételét elősegítő MRI technikák felfedezéséhez vezettek. Emellett mivel ezek a képek magában az idegszövetben jelenlévő vízből származó jeleket szemléltetik, olyan abnormalitásokra is fényt deríthetnek, melyek csak az ideget érintik, míg az azt körülvevő szöveteket nem. Minden évben több mint három millió páciens fordul orvoshoz olyan idegi eredetű zavarokkal, mint az isiász, a csuklótáji alagút szindróma vagy számos más idegsérülés, 1992 előtt mégsem voltak olyan radiológusok, akik képzettek lettek volna az ilyen irányú idegi képalkotásban.
A képalkotási felfedezésnek két fő fizikai alapja volt. Először is a felfedezés idejében is tudták, hogy a víz diffúziója főként az agyi idegszövetek hosszú axonjai mentén valósul meg – ezt a folyamatot hívják „anizotropikus diffúziónak”. A diffúziós MRI-t úgy fejlesztették ki, hogy e jelenséget kihasználva megmutassa a kontrasztot az agy fehérállománya és szürkeállománya között, viszont ez az eljárás - kezdetben tisztázatlan okok miatt - hatástalannak bizonyult az idegek ábrázolásában. Filler és Howe felfedezte: a problémát az okozza, hogy az idegi eredetű képjelek legnagyobb része olyan protonokból származott, melyek nem vettek részt az anizotropikus diffúzióban. Módszerek egész sorát fejlesztették ki, hogy elnyomják az izotropikus jelet, amely végül az anizotropikus jel előbukkanását eredményezte.  Ez annak felfedezésén alapult, hogy a „kémiai eltolódás szelekció” (Chemical Shift Selection) technikát használták a „T2 víz” jel elnyomására az idegben, és ez főként az izotropikus vízre volt hatással.
Az idegi endoneurális folyadék is kimutatható hasonló technikákkal, amely T2 súlyozott neurográfiát eredményez, hasonlóan az eredeti, diffúzión alapuló neurográfiás eljáráshoz. Az endoneurális folyadék mennyisége az ideg összenyomása, irritációja vagy sérülése esetén megemelkedik, ami az ideg képének hiperintenzitásához vezet a mágneses rezonancia neurográfiás felvételeken. Újabb kutatások már ismertették annak biofizikai alapjait, hogy a mágneses rezonancia neurográfia ily módon segít kimutatni az idegsérülést és -irritációt.
A későbbiekben azt is kimutatták, hogy a T2 súlyozott neurográfia eltér a legtöbb MR képalkotási módszertől abban, hogy az idegek képen való láthatóságát, kitűnését a voxel orientáció szöge is befolyásolja. Amikor a képalkotás során az echo idő (a gerjesztés és a jelképződés/jeldetektálás között eltelt idő) 40 milliszekundum alatt van, úgynevezett „mágikus szög hatások” jöhetnek létre, melyek hamis információkhoz vezethetnek – éppen ezért az MRN eljárást mindig 40 milliszekundum feletti echo időkkel végzik. A hosszú echo idő a zsírelnyomásra használt szekvenciák használata miatt is szükséges.
A diffúzión alapuló idegi képalkotás kezdeti felismeréseit követő néhány hónapban a diffúziós technikát – a diffúziós tenzor képalkotás segítségével – már sikeresen alkalmazták az agy és a gerincvelő idegpályáinak leképezésére is.

## Klinikai alkalmazás
A mágneses rezonancia neurográfia legjelentősebb segítséget a proximális idegek állapotának felmérésében jelent – ilyenek például a karfonat (a nyakszirti gerinc és a hónalj közt elhelyezkedő idegek összefoglaló neve, melyek a váll, a kar és a kéz beidegzéséért felelnek), az ágyéki és keresztcsonti fonat (az ágyék-keresztcsonti gerinc és a láb közti idegek), a medencében található ülőideg, illetve egyéb olyan idegek – mint például a szeméremideg -, melyek mély vagy összetett lefutásúak.
A neurográfia a gerincbetegségek képalkotásának fejlesztésében is hasznosnak bizonyult. A rutinnak számító gerinc MRI kiegészítéseként segíthet azonosítani, mely gerincvelői idegek állnak irritáció alatt. A standard gerinc MRI csak a vizsgált terület anatómiáját tükrözi, és olyan porckorong előboltosulásokat, és csontkinövéseket vagy csontszűkületeket mutat, melyek csak néhány lehetséges okot jelentenek az idegbecsípődéses tünetek hátterében álló számos elképzelhető ok közül.
Számos ideg - mint például a középső és a singcsonti ideg a karban, vagy a sípcsonti ideg a tarzális (lábtői) alagútban - közvetlenül a bőrfelszín alatt helyezkedik el, így ezek elektromiográfiával is vizsgálhatók, viszont ezt a technikát mindig is nehéz volt alkalmazni mélyen fekvő, proximális idegek esetében. A mágneses rezonancia neurográfia nagyban kiterjesztette az idegdiagnosztika hatóterületét, mivel a test gyakorlatilag bármely idegét egyformán jól képes megmutatni.
Számos beszámoló foglalkozik a mágneses rezonancia neurográfia idegpatológiában történő speciális alkalmazásával, mint amilyen például a nyaki ideggyökök bántalma, az idegciszták, a mellkaskimeneti szindróma, vagy a születési karfonat bénulás (Plexus brachialis paralysis obstetricalis) diagnosztikája.
A neurológiában és az idegsebészetben is emelkedik a mágneses rezonancia neugrográfia használata, mivel egyre jobban felismerik az isiász különböző okainak felderítésében játszott értékes szerepét. Az USA-ban évente 1,5 millió lumbáris (ágyéktáji) MRI szkennelést végeznek el isiász miatt, mely évi 300,000 páciensnél porckorongsérv-műtéthez is vezet - ezekből pedig nagyjából 100.000 műtét sikertelen. Azaz évente mindössze 200.000 esetben sikeres az isiászra alkalmazott kezelés, 1,3 millió páciensnél pedig végül sikertelen - vagy a kezelés, vagy akár már a helytelen diagnózis miatt (mindezek pedig csupán az USA számadatai). A neurográfiát tehát növekvő mértékben használják az isiász okainak feltárására, és egyre nagyobb jelentősége van a karfonat vizsgálatában és a mellkaskimeneti szindróma diagnosztikájában is. A diagnosztikai célú neurográfia kutatása és fejlesztése több Egyesült Államok-, illetve Egyesült Királyságbeli egyetemen és egészségügyi intézményben zajlik. Az utóbbi időben a szabadalmi jogokkal kapcsolatos pereskedés következtében több engedély nélkül működő központ is leállt az eljárás jogtalan kínálásával. Radiológusok és sebészek számára hivatalos kurzusokat indítanak a technika elsajátítására. A képalkotási eljárások használata változást mutat az utóbbi évtizedek orvosképzési gyakorlatában tanítottakhoz képest, mivel a régebben használatos rutintesztek nem alkalmasak bizonyos idegi eredetű zavarok kimutatására. A New England Journal of Medicine 2009 júliusában közölt egy tanulmányt a teljes testen végzett neurográfiáról, 2010-ben pedig a Radiographics – az Észak-Amerikai Radiológiai Társaság radiológusok továbbképzésére alapított lapja – pedig cikksorozatot jelentetett meg azt az álláspontot hangsúlyozva, hogy a neurográfia fontos szerepet tölt be a neuropátiák vizsgálatában.
A mágneses rezonancia neurográfia nem mutat semmiféle diagnosztikai hátrányt a standard mágneses rezonanciás képalkotáshoz képest, mivel a neurográfiás tanulmányok –a neurográfiás szekvenciák mellett - általában nagy felbontású, standard MRI képsorozatokat is tartalmaznak az anatómiai összehasonlíthatóság érdekében. Mindazonáltal a pácienseknek általában némileg több időt kell az MRI készülékben tölteniük egy rutin MRI vizsgálat idejéhez képest. A mágneses rezonancia neurográfia csak 1,5 Tesla-s és 3 Tesla-s, hengeres típusú szkennerekben végezhető el, és kevésbé hatékony kisebb hatásfokú, „nyitott” MRI készülékekben – ez pedig jelentős kihívást jelenthet például a klausztrofóbiás páciensek számára. Habár már tizenöt éve alkalmazzák, és több mint 150 kutatási tanulmány tárgya, a legtöbb biztosítótársaság gyakran még mindig kísérleti eljárásként osztályozza ezt a tesztet, és így elutasíthatják a fizetési igényeket. A páciensek néhány esetben azonban már standard biztosítást is kaphatnak erre a széleskörűen használt eljárásra.

## Fordítás
Ez a szócikk részben vagy egészben  a   Magnetic resonance neurography című angol Wikipédia-szócikk ezen változatának fordításán alapul.  Az eredeti cikk szerkesztőit annak laptörténete sorolja fel. Ez a jelzés csupán a megfogalmazás eredetét és a szerzői jogokat jelzi, nem szolgál a cikkben szereplő információk forrásmegjelöléseként.